# Hosťová
Hosťová (bis 1948 slowakisch „Gesť“; ungarisch Nyitrageszte – bis 1907 Geszte) ist eine slowakische Ortschaft im Okres Nitra und im Nitriansky kraj mit 428 Einwohnern (Stand 31. Dezember 2024).

## Geographie
Die Gemeinde befindet sich im Hügelland Žitavská pahorkatina (Teil des Donauhügellands) am Ursprung des Baches Hosťovský potok, der in Vráble in die Žitava mündet. Das Ortszentrum liegt auf einer Höhe von 197 m n.m. und ist elf Kilometer östlich von Nitra entfernt.

## Geschichte
Zum ersten Mal schriftlich erwähnt wurde Hosťová im Jahr 1232 als Guesta.
Von 1976 bis 1990 war Hosťová Teil der Gemeinde Pohranice.

## Einwohner
| Jahr                | 1994 | 2004    | 2014    | 2024     |
| ------------------- | ---- | ------- | ------- | -------- |
| Anzahl der Personen | 390  | 368     | 373     | 428      |
| Unterschied         |      | −5,64 % | +1,35 % | +14,74 % |

| Jahr                | 2023 | 2024    |
| ------------------- | ---- | ------- |
| Anzahl der Personen | 433  | 428     |
| Unterschied         |      | −1,15 % |

Nach der Volkszählung 2011 wohnten in Hosťová 361 Einwohner, davon 242 Magyaren, 117 Slowaken und ein Jude. Ein Einwohner machte keine Angaben. 344 Einwohner bekannten sich zur römisch-katholischen Kirche, zwei Einwohner zur reformierten Kirche und ein Einwohner zur Apostolischen Kirche; ein Einwohner war anderer Konfession. Acht Einwohner waren konfessionslos und bei fünf Einwohnern ist die Konfession nicht ermittelt.
Ergebnisse der Volkszählung 2001 (378 Einwohner):
| Nach Ethnie: - 82,54 % Magyaren - 17,46 % Slowaken | Nach Konfession: - 99,74 % römisch-katholisch |

## Bauwerke
- römisch-katholische Kirche im barocken Stil aus dem Jahr 1734